# 新西里西亞
新西里西亞 （德語：Neuschlesien 或 Neu-Schlesien）是普魯士王國的一個小省份（1795年至1807年），於第三次瓜分波蘭時取得。新西里西亞省位於克拉科夫西北以及琴斯托霍瓦東南，該省亦曾經是波蘭省份“小波蘭”的一部份（包含札基、比利卡、本津、謝維日以及斯瓦夫庫夫）。
新西里西亞省原本受西里西亞首府布雷斯勞（波蘭稱弗羅茨瓦夫）管轄，但主要是管理工作卻由南普魯士省負責。普魯士於1806年在第四次反法同盟之戰中戰敗後，該省便被解散，並根據1807年的《提爾西特條約》，成為了新成立的華沙大公國的一部分。

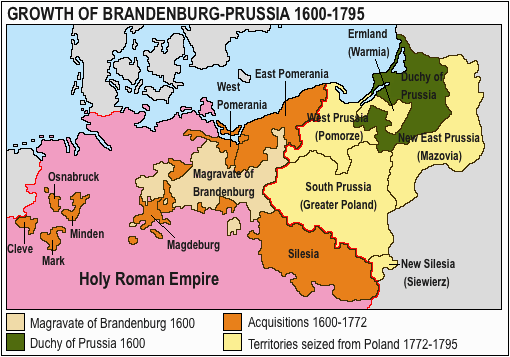
勃蘭登堡-普魯士的擴張

## 外部連結
- Genealogy.net裡的新西里西亞 （页面存档备份，存于） （德文）

50°28′N 19°13′E / 50.467°N 19.217°E